# Mechanicsville (comté de Schuylkill, Pennsylvanie)
Pour les articles homonymes, voir Mechanicsville.
Mechanicsville est un borough situé au centre du comté de Schuylkill, en Pennsylvanie, aux États-Unis,. En 2010, il comptait une population de 457 habitants. Il est incorporé le 5 janvier 1914.

## Démographie
Lors du recensement de 2010, le borough comptait une population de 457 habitants. Elle est estimée, en 2019, à 448 habitants.

### Source de la traduction
- (en) Cet article est partiellement ou en totalité issu de l’article de Wikipédia en anglais intitulé « Mechanicsville, Schuylkill County, Pennsylvania » (voir la liste des auteurs).